# إلى أي ميناء بعيد؟ (رواية)
إلى أي ميناء بعيد؟ (بالإنجليزية: Into What Far Harbor?)‏ هي رواية للكاتب الأمريكي ألن دروري نشرت في عام 1993. 
وهي ضمن سلسلة روايات الجامعة للمؤلف المكونة من ثلاث روايات.

## القصة
وتدور الأحداث في أخوية ألفا زيتا في الجامعة بعد الحرب العالمية الثانية، وتعتبر تلك الرواية «وصف لجيل مكافح لإيجاد طريقه».